# Asphalt (computerspelserie)
Asphalt is een serie van racegames die is ontwikkeld door Gameloft. De spellen zijn gepubliceerd door Gameloft, Ubisoft en Konami voor meerdere platforms, waaronder iOS, Android en Nintendo DS.

## Lijst van spellen
De games in deze serie zijn:
| Jaar | Titel                   | Platform                                                         |
| ---- | ----------------------- | ---------------------------------------------------------------- |
| 2004 | Asphalt Urban GT        | Mobiel, N-Gage, Nintendo DS                                      |
| 2005 | Asphalt: Urban GT 2     | Mobiel, N-Gage, Nintendo DS, PSP, Symbian                        |
| 2006 | Asphalt 3: Street Rules | Mobiel, N-Gage                                                   |
| 2008 | Asphalt 4: Elite Racing | Mobiel, iOS, iPod, DSiWare                                       |
| 2009 | Asphalt 5               | iOS, Palm Pre, Android, Windows Phone                            |
| 2010 | Asphalt 6: Adrenaline   | iOS, Android, BlackBerry, Symbian, Mac OS X, WebOS, mobiel       |
| 2011 | Asphalt 3D              | Nintendo 3DS                                                     |
| 2012 | Asphalt: Injection      | PlayStation Vita                                                 |
| 2012 | Asphalt 7: Heat         | iOS, Android, BlackBerry, Windows Phone, Windows 8/Windows RT    |
| 2013 | Asphalt 8: Airborne     | iOS, Android, Windows Phone, Windows 8/Windows RT, BlackBerry 10 |
| 2018 | Asphalt 9: Legends      | iOS, Switch, Windows 10, macOS                                   |